# Cangas (Foz)
Cangas (llamada oficialmente San Pedro de Cangas) es una parroquia y un lugar español del municipio de Foz, en la provincia de Lugo, Galicia.

## Organización territorial
La parroquia está formada por siete entidades de población, constando tres de ellas en el nomenclátor del Instituto Nacional de Estadística español:

### Entidades de población
Entidades de población que forman parte de la parroquia:
- Alamparte
- Lagas (As Lagas)
- Ribela (A Ribela)(Cangas)*
- Vilacha (Vilachá)
- Vilamor
- Vilasinde (Vilasindre)

### Despoblado
Despoblado que forma parte de la parroquia:
- As Abelairas

## Demografía

### Parroquia
| Gráfica de evolución demográfica de Cangas (parroquia) entre 2000 y 2019 |
|                                                                          |
| Datos según el nomenclátor publicado por el INE.                         |

### Lugar
| Gráfica de evolución demográfica de Cangas (lugar) entre 2000 y 2019 |
|                                                                      |
| Datos según el nomenclátor publicado por el INE.                     |